# Rothziegel Leó
Rothziegel Leó, Leo Rothziegel (Bécs, 1892. december 5. – Vámospércs/Debrecen, 1919. április 22./24./29.) nyomdász, pártmunkás, az Osztrák Kommunista Párt alapító tagja, zászlóaljparancsnok.

## Élete
Osztrák proletár zsidó családban született, s kezdetben betűszedőként dolgozott. Először a szociáldemokrata ifjúsági mozgalomban működött, ám radikális elképzelései miatt innen kizárták, az osztrák rendőrség egy 1910-es nyilvántartásában már mint anarchokommunista forradalmárt tartotta számon. Az első világháború idején a 49. gyalogezredbe vonult be, ám hamarosan Magyarországon lefogák, ám sikerült megszöknie. Innentől kezdve illegalitásban élt Bécsben, rendszeresen agitált a háború ellen. 1918-ban ismét lefogták, kilenc hónapot ült börtönben, ahol éhségsztrájkot szervezett. 1918 végén szabadult, és részt vett a Vörös Gárda létrehozásában, emellett Egon Erwin Kisch-sel együtt alapító tagja volt Ausztria Kommunista Pártjának, s a Magyarországi Tanácsköztársaság kikiáltása (1919. március 21.) után 1200 fős osztrák zászlóaljat hozott létre, amelynek élén vett részt több (pl. debreceni) ellenforradalom leverésében. A románok elleni harcban halt meg.